# Варон, Лиза Мари
Ли́за Мари́ Варо́н (англ. Lisa Marie Varon, урождённая Соле; род. 10 февраля 1971, Сан-Бернардино, Калифорния) — американский реслер и бывший культурист. Варон наиболее известна по выступлениям в World Wrestling Entertainment под именем Викто́рия (англ. Victoria), где она стала двукратной чемпионкой WWE среди женщин. Также знаменита по выступлениям в Total Nonstop Action Wrestling под именем Та́ра (англ. Tara). Варон участвовала в фитнес соревнованиях и в 1997 году выиграла ESPN2 Fitness America Series in 1997. В 1999 году она заняла второе место в рейтинге IFBB.
Встретившись с Чайной, реслером выступающем в WWF, Варон решила тоже стать реслером. Она тренировалась на подготовительной площадке WWF три года перед тем как дебютировать на их шоу под именем Виктория. Её первое появление на телевидении состоялось на шоу WrestleMania 2000 как одна из девушек Крёстного отца. Её дебют в качестве реслера состоялся в июне 2002 года, через четыре месяца после своего дебюта она выиграла титул чемпионки WWE, которым она обладала дважды за карьеру. После ухода из WWE в 2009 году, Варон совершила дебют в TNA под именем Тара. В TNA она становилась чемпионкой пять раз, а также один раз командной чемпионкой с Брук Тессмакер.

## Ранняя жизнь
Варон родилась в Калифорнии, в городе Сан-Бернардино. Начиная с 6 класса она активно участвовала в чирлидинге. Она была выбрана национальной ассоциацией чирлидинга для участия в NFL Pro Bowl, наряду с 70 другими женщинами со всей страны. Она работала координатором человеческих тканей и была вовлечена в донорство органов и тканей.

## Карьера в реслинге

### World Wrestling Federation/Entertainment
После переезда в Лос-Анджелес, Варон стала работать тренером в гимнастическом зале. Там она встретила Чайну и решила как и она стать реслером. Варон направила своё резюме в WWF и была приглашена на собеседование в течение месяца. В виду неимения предыдущего опыта в реслинге, она была направлена в подготовительную площадку WWF. Она произвела впечатление на агента по поиску талантов WWE — Брюса Причарда, во время своего дебюта на шоу UPW, где провела три года с промежуточным появлением на WrestleMania 2000 вместе с Крёстным отцом. После окончания тренировок ей было дано сценическое имя Виктория. Варон дебютировала на ринге World Wrestling Entertainment 7 июля 2002 года. Она получила образ отрицательного персонажа и стала враждовать с Триш Стратус. На Survivor Series Виктория победила Триш и завоевала свой первый титул чемпионки WWE. Позднее Стиви Ричардс спас Викторию от нападения Триш и у Виктории начались с ним сюжетные отношения.

### Total Nonstop Action Wrestling

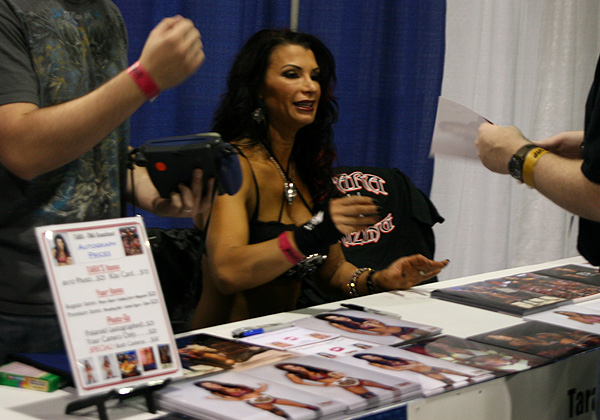
Варон на Comic Con в Чикаго в 2009 году.

24 мая 2009 года TNA подтвердила подписание контракта с Варон Она совершила дебют в TNA 28 мая 2009 года под именем Тара, что является сокращением от «Тарантула». 9 июля она победила Анджелину Лав и выиграла титул чемпионки среди нокаутов. Она проиграла титул через две недели на Victory Road.
24 сентября она объединилась с ODB для участия в турнире за пояса командных чемпионок TNA, но они проиграли.

## Личная жизнь

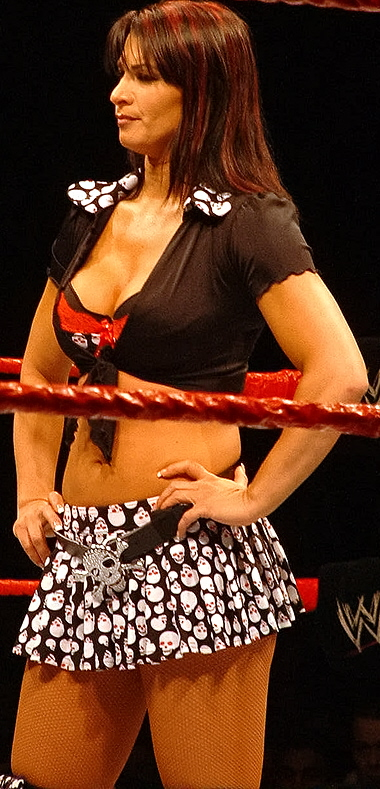
Варон в 2007 году.

Отец Варон пуэрториканец, ветеран Вьетнамской войны, а мать татарка, работала певицей в Японии.
Она была замужем за Ли Вароном 20 лет. Варон любит мотоциклы и имеет свой Suzuki Hayabusa.

## Гиммик

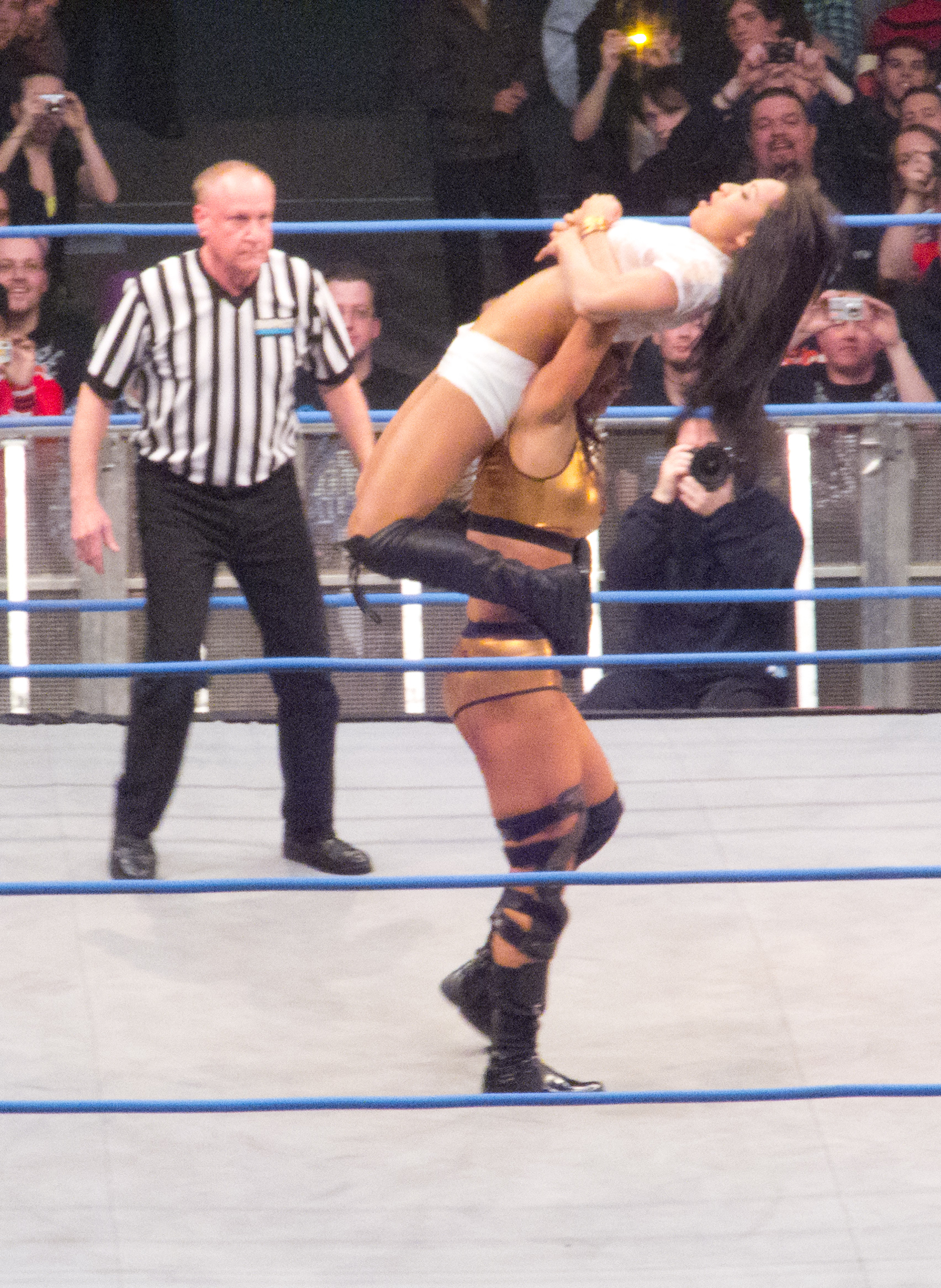
Тара проводит приём «Widow’s Peak» Гейл Ким.

- Завершающие приёмы
  - Black Widow[2] (Sitout inverted front powerslam) — 2002—2004[30][31][32]
  - Widow’s Peak[2][33] (Gory neckbreaker)
  - Tara Chokebomb (Chokebomb)

- Коронные приёмы
  - Bearhug[34]
  - Bridging reverse chinlock[35]
  - Diving moonsault[3]
  - Hair-pull Gory special
  - One-handed cartwheel followed into a hammerlock[36]
  - Slingshot somersault leg drop[2][33]
  - Snap suplex[37]
  - Spider’s Web[2] (Fireman’s carry spun out into a sidewalk slam)
  - Superkick[23]
  - Victorias Secret[38] (Standing moonsault)

- Менеджеры
  - Кэндис Мишель[39]
  - Торри Уилсон[2]
  - Брук Тессмакер[2]
  - Джесси Годдерз[33]

- Была менеджером для
  - Денни Башам[40]
  - Даг Башам[40]
  - Стивен Ричардс[41]
  - Кэндис Мишель[39]
  - Торри Уилсон[2]
  - Коди Раннелс[2]
  - Сэт Скайфаир[2]
  - Кенни Дайкстра[2]
  - Наталья[2]
  - Кристи Хемме[2]
  - Мэдисон Рейн[42]
  - Брук Тессмакер[2]
  - Лорен Уилльямс[2]
  - Джесси Годдерз[43]

- Прозвища
  - «The Vicious Vixen»[44]

- Музыкальные темы
  - «All the Things She Said» от t.A.T.u.[11] (WWE; 15 декабря 2002 — 10 мая 2004)
  - «Don’t Mess With» от The Hood$tars (WWE; 10 мая 2004 — 30 мая 2005)[45]
  - «Don’t Mess With (V2)» от The Hood$tars (WWE; 30 мая 2005 — 16 января 2009)
  - «Broken» от Goldy Locks (TNA; 28 мая 2009 — 16 июля 2013)

## Титулы и достижения

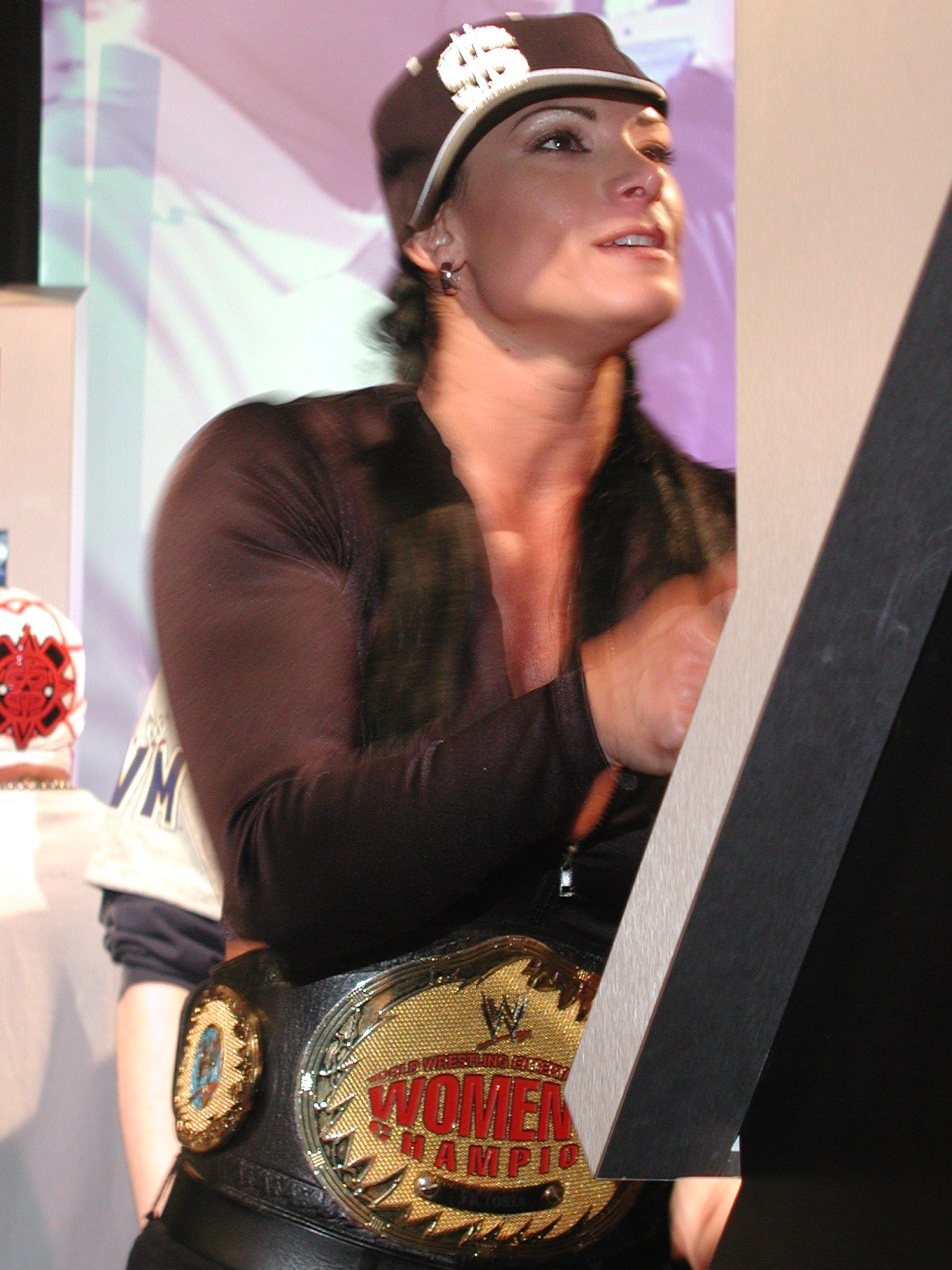
Виктория с титулом чемпиона WWE среди женщин.

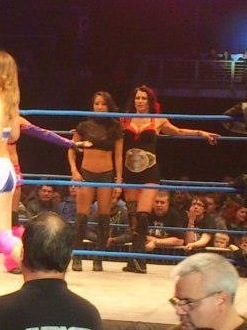
Тара с титулом чемпиона TNA среди нокаутов в феврале 2013 года.

### Чирлидинг
- National Cheerleading Association
  - NCA All-American Award

### Фитнес и культуризм
- Debbie Kruck Fitness Classic
  - 1st (Tall Class; 1999)[9]
- ESPN2 Fitness America Series
  - 1st place (1997)[9]
  - 2nd place (1998)[9]
- Lifequest Triple Crown
  - Top 20 (1997)[9]
- National Physique Committee
  - NPC Inland Empire — 1st (MW; 1995)[9]
  - NPC Team Universe — 2nd (Tall Class; 1999)[9]
- Women’s Tri-Fitness
  - Ironwoman Tri-Fitness — 4th (1998)[9]
  - Tri-Fitness Hall of Fame (2012)[46]

### Реслинг
- Pro Wrestling Illustrated
  - Женщина года (2004)[47]
  - PWI ставит её под № 5 в списке 50 лучших девушек рестлеров в 2009 году[48]

- Total Nonstop Action Wrestling
  - Чемпион TNA среди нокаутов (5 раз)[49]
  - Командный чемпион TNA среди нокаутов (1 раз) — с Брук Тессмакер[49]

- World Wrestling Entertainment
  - Чемпион WWE среди женщин (2 раза)[2]

#### Luchas de Apuestas
| Ставка  | Победитель   | Проигравший | Место              | Дата          | Примечания                            |
| ------- | ------------ | ----------- | ------------------ | ------------- | ------------------------------------- |
| Волосы  | Виктория     | Молли Холли | Нью-Йорк, Нью-Йорк | 14 марта 2004 | Титул против волос на WrestleMania XX |
| Карьера | Мэдисон Рейн | Тара        | Орландо, Флорида   | 16 мая 2010   | Карьера против титула на Sacrifice    |